# 福俵駅
福俵駅（ふくたわらえき）は、千葉県東金市福俵にある、東日本旅客鉄道（JR東日本）東金線の駅である。

## 歴史
当駅は1938年（昭和13年）に開設したがその後一旦休止され、1954年（昭和29年）に再び営業が開始されている。

### 年表
- 1938年（昭和13年）3月1日：鉄道省の駅として開設[1]。旅客のみ取扱い[2]。
- 1941年（昭和16年）8月10日：休止[1]。
- 1954年（昭和29年）10月1日：営業再開[1]。
- 1987年（昭和62年）4月1日：国鉄分割民営化に伴い、東日本旅客鉄道（JR東日本）の駅となる[1]。
- 2001年（平成13年）11月18日：ICカード「Suica」の利用が可能となる[広報 1]。

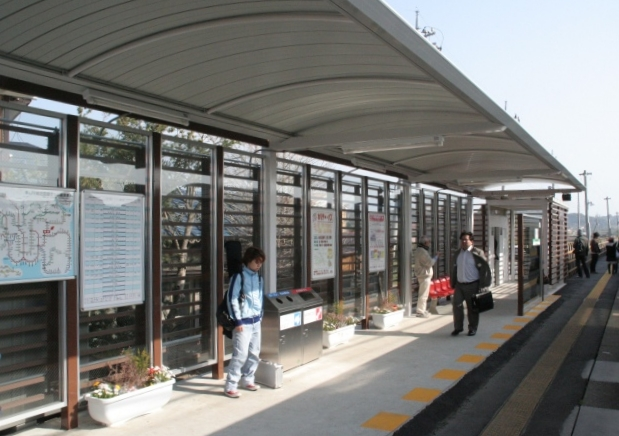
屋根修復前の駅ホーム（2007年3月）

## 駅構造
単式ホーム1面1線を有する地上駅。駅舎は無く、ホームにはその端から出入りする。ホームは6両編成まで対応する。
茂原統括センター（大網駅）管理の無人駅で、簡易Suica改札機・乗車駅証明書発行機が設置されている。2007年（平成19年）1月に既成の待合所が解体され、一新された。待合所の一角には、トイレも用意された。
2016年（平成28年）8月、暴風による影響で駅の屋根ガラスが破損したため、2017年（平成29年）2月より修復に着手しており、2月27日まで仮囲いが設置されていた。
2002年に策定された東金市の都市計画マスタープランにて、当駅のホーム移転が位置付けられていたが、社会情勢の変化による人口減少等により実現困難とされ、第2次都市計画マスタープランでは除かれている。

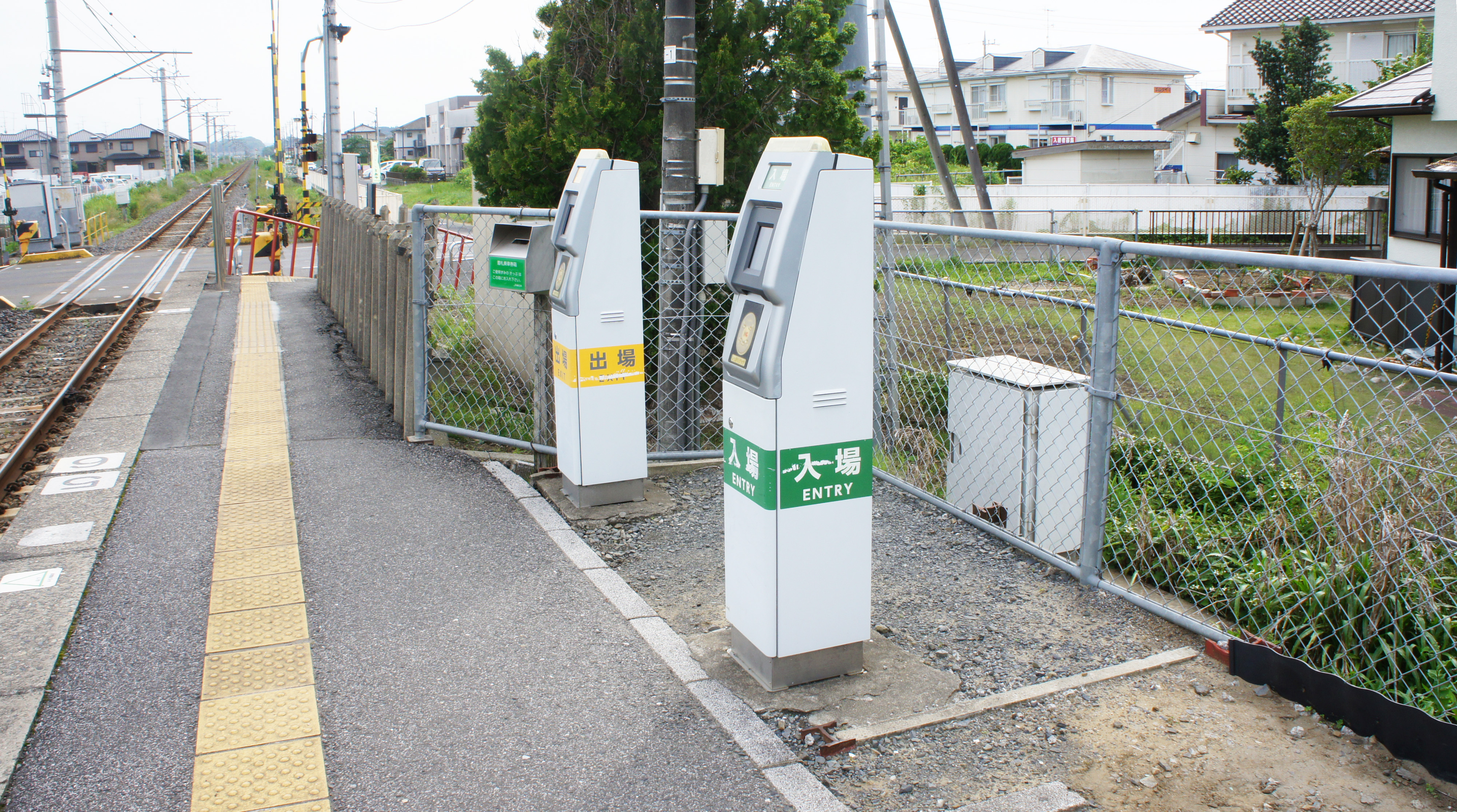
改札口（2021年5月）
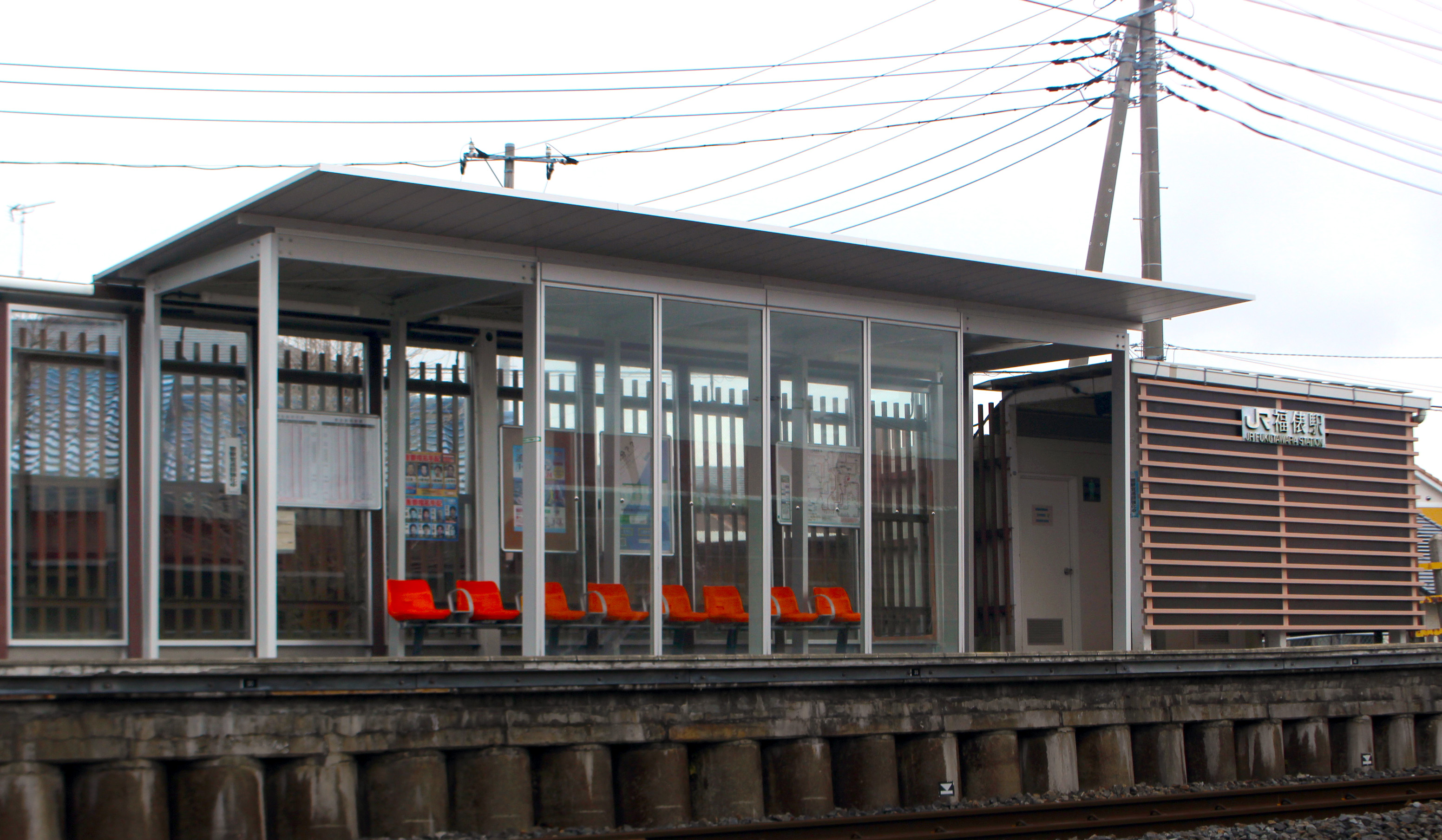
駅待合所（2020年1月）
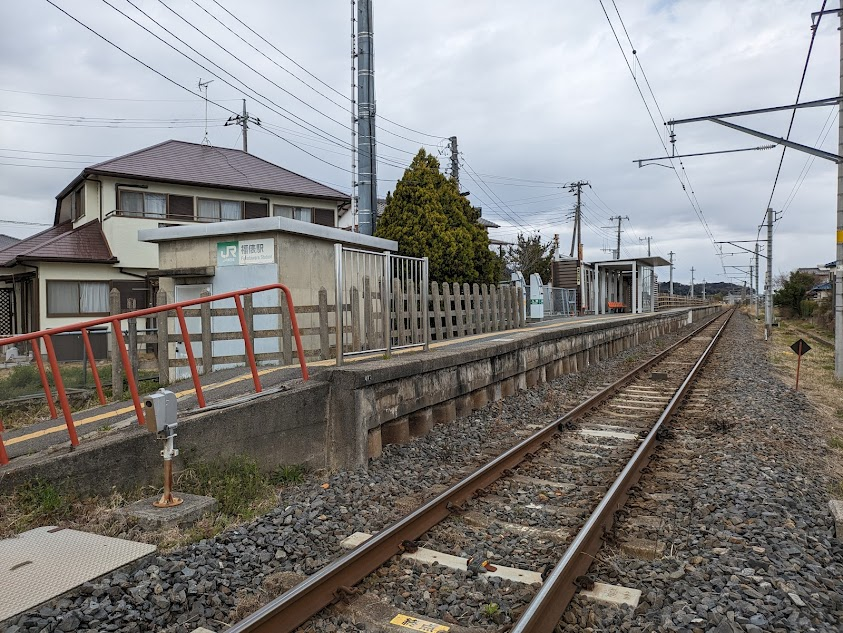
駅ホーム（2024年3月）

## 利用状況
2006年（平成18年）度の1日平均乗車人員は578人である。
千葉県統計年鑑によると、近年の1日平均乗車人員の推移は以下の通り。
| 年度               | 1日平均 乗車人員 | 出典     |
| ------------------ | ---------------- | -------- |
| 1990年（平成02年） | 196              | [ * 1 ]  |
| 1991年（平成03年） | 207              | [ * 2 ]  |
| 1992年（平成04年） | 232              | [ * 3 ]  |
| 1993年（平成05年） | 252              | [ * 4 ]  |
| 1994年（平成06年） | 257              | [ * 5 ]  |
| 1995年（平成07年） | 290              | [ * 6 ]  |
| 1996年（平成08年） | 339              | [ * 7 ]  |
| 1997年（平成09年） | 372              | [ * 8 ]  |
| 1998年（平成10年） | 400              | [ * 9 ]  |
| 1999年（平成11年） | 445              | [ * 10 ] |
| 2000年（平成12年） | 471              | [ * 11 ] |
| 2001年（平成13年） | 478              | [ * 12 ] |
| 2002年（平成14年） | 501              | [ * 13 ] |
| 2003年（平成15年） | 520              | [ * 14 ] |
| 2004年（平成16年） | 572              | [ * 15 ] |
| 2005年（平成17年） | 573              | [ * 16 ] |
| 2006年（平成18年） | 578              | [ * 17 ] |

## 駅周辺
駅から大網側に200 m程のところにロータリーがあり、そこに駐輪場がある。駅の西側の西福俵地区には住宅地が開発されており、国道128号を挟んだ東側には古い住宅地が続く。最寄りのインターチェンジは、東金九十九里道路台方インターチェンジ。
- 東金警察署大和駐在所
- 大和公民館
- 田中区公民館
- JA山武郡市大和支所
- 東金市立西中学校
- 東金市立城西小学校
- 東金市立城西幼稚園
- 東金市立大和幼稚園
- 九十九里鉄道「福俵駅入口」停留所

## 隣の駅
東日本旅客鉄道（JR東日本）
■東金線
大網駅 - 福俵駅 - 東金駅

### 記事本文

##### 広報資料・プレスリリースなど一次資料
1. ↑  “Suicaご利用可能エリアマップ（2001年11月18日当初）” (PDF).   東日本旅客鉄道. 2019年7月27日時点のオリジナルよりアーカイブ。2020年4月30日閲覧。

### 利用状況
1. ↑  千葉県統計年鑑 - 千葉県
2. ↑  東金市統計書 - 東金市

千葉県統計年鑑
1. ↑  千葉県統計年鑑（平成3年）
2. ↑  千葉県統計年鑑（平成4年）
3. ↑  千葉県統計年鑑（平成5年）
4. ↑  千葉県統計年鑑（平成6年）
5. ↑  千葉県統計年鑑（平成7年）
6. ↑  千葉県統計年鑑（平成8年）
7. ↑  千葉県統計年鑑（平成9年）
8. ↑  千葉県統計年鑑（平成10年）
9. ↑  千葉県統計年鑑（平成11年）
10. ↑  千葉県統計年鑑（平成12年）
11. ↑  千葉県統計年鑑（平成13年）
12. ↑  千葉県統計年鑑（平成14年）
13. ↑  千葉県統計年鑑（平成15年）
14. ↑  千葉県統計年鑑（平成16年）
15. ↑  千葉県統計年鑑（平成17年）
16. ↑  千葉県統計年鑑（平成18年）
17. ↑  千葉県統計年鑑（平成19年）